# Pangur Bán

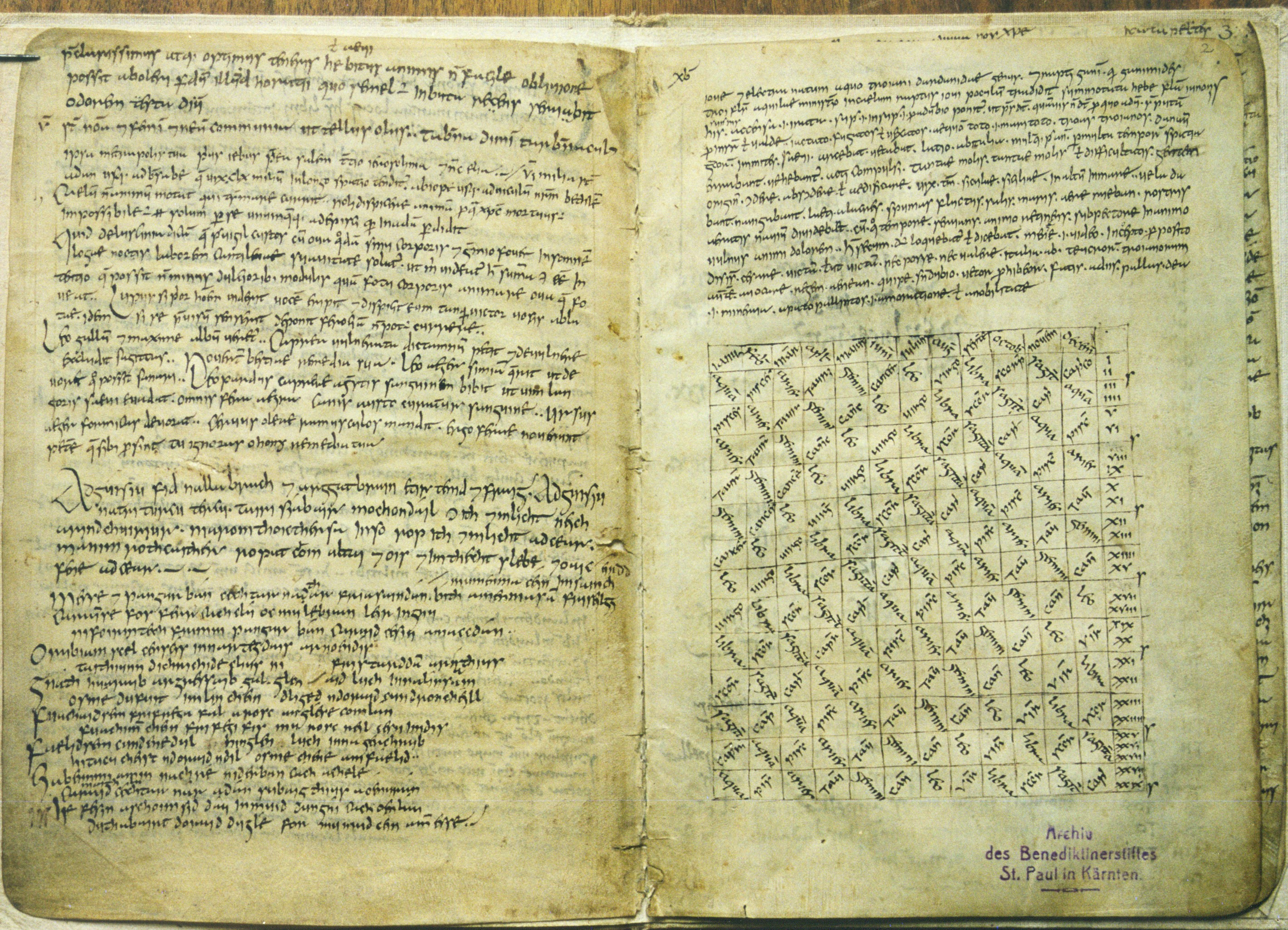
Página del Reichenau Primer en la que está escrita el poema Pangur Bán.

Pangur Bán es un poema en irlandés antiguo, escrito en el siglo VIII en o alrededor de la abadía de Reichenau. Fue escrito por un monje irlandés y trata de su gato, llamado «Pangur Bán», «batán blanco». A pesar de que el poema es anónimo, tiene similitudes con la poesía de Sedulio Escoto, lo que ha hecho que varios estudiosos especulen que Sedulius es el autor. En 8 estrofas de cuatro líneas, el autor compara las actividades de gato con sus propias actividades académicas.
El poema se conserva en el Primer de Reichenau (tift St. Paul Cod. 86b/1 fol 1v), ahora custodiado en la abadía de San Pablo de Lavanttal. Una edición crítica del poema fue publicado en 1903 por Whitley Stokes y John Strachan en el segundo volumen del Thesaurus Palaeohibernicus. La más famosa de las muchas traducciones al inglés es la de Robin Flower. En la traducción de Wystan Hugh Auden, el poema fue clasificado por Samuel Barber como el octavo de sus diez Canciones de ermitaño (1952-3).

## Menciones en otros ámbitos
- En la película animada de 2009 El secreto de Kells, fuertemente inspirada en la mitología irlandesa, uno de los personajes secundarios es un gato blanco llamado Pangur Bán, que llega en compañía del monje Aidan de Iona. Más tarde en la película, el personaje Aisling, cantando, le lanza un hechizo que le permite convertirse temporalmente en una criatura fantasmal.
- En la novela El niño malo cuenta hasta cien y se retira, de Juan Carlos Chirinos, el gato que vive en el bar de El Pueblo donde transcurre parte de la novela lleva por nombre Pangur Ban como homenaje a la literatura irlandesa, como el nombre de uno de los personajes, Derdriu.